# Il colore della vittoria
Il colore della vittoria è una miniserie televisiva italiana del 1990, diretta da Vittorio De Sisti.

## Trama
La miniserie racconta, in modo romanzato, la vicenda della nazionale italiana di calcio al campionato del mondo 1934 e segue, in particolare, la storia di Attilio Ferraris, calciatore che fu convocato dal commissario tecnico azzurro Vittorio Pozzo contro la volontà del regime fascista, e che lo ripagò con grandi prestazioni culminate nella vittoria della Coppa Rimet.

## Inesattezze storiche
Come già detto, i fatti sono raccontati in maniera molto libera e romanzata; ciò è affermato all'inizio della prima puntata, in cui la voce narrante di un bambino dice esplicitamente che i ricordi e i sogni non sono corrispondenti del tutto alla realtà. Felice Borel – all'epoca della prima visione della miniserie, tra gli ultimi elementi di quella nazionale a essere ancora in vita –, sollecitato in merito, dichiarò infatti che Il colore della vittoria conteneva numerose inesattezze:
- le convocazioni avvenivano attraverso telegrammi, non ci fu nessun albergo di lusso e incontri con donne bensì una «mezza catapecchia» e la sola presenza degli elementi della comitiva, nessuna tuta, nessun allenamento duro;
- lo stesso Borel non compare nel racconto, tuttavia è presente un personaggio, Lino (interpretato da Claudio Mazzenga), che è evidentemente lui ma che proviene da un retroterra familiare completamente diverso;
- Vittorio Pozzo non faceva cantare i giocatori prima della partita, ma si limitava, invece, a dare impulsi patriottici: come in occasione della partita contro l'Austria, ricordando che i loro genitori e fratelli avevano combattuto contro di essi nella Grande Guerra;
- circa Luigi Allemandi, nella miniserie viene mostrato in preda ai rimorsi per avere truccato una partita sette anni prima, fatto per il quale venne dapprima squalificato a vita e poi amnistiato: nella realtà, il giocatore negò sempre di avere preso parte a una combine. Anche l'episodio del malore di Allemandi prima della finale contro la Cecoslovacchia, non avvenne mai nella realtà;
- non ci furono pressioni dirette del regime fascista, né tantomeno di Benito Mussolini in persona, nei confronti degli azzurri.